# Ploumilliau
Ploumilliau é uma comuna francesa na região administrativa da Bretanha, no departamento Côtes-d'Armor. Estende-se por uma área de 34,73 km². Em 2010 a comuna tinha 2 527 habitantes (densidade: 72,8 hab./km²).